# Nothopegia
Nothopegia is een geslacht uit de pruikenboomfamilie (Anacardiaceae). De soorten uit het geslacht komen voor op het Indisch subcontinent en op het eiland Sri Lanka.

## Soorten
- Nothopegia acuminata J.Sinclair
- Nothopegia aureofulva Bedd. ex Hook.f.
- Nothopegia beddomei Gamble
- Nothopegia castaneifolia (Roth) Ding Hou
- Nothopegia colebrookeana (Wight) Blume
- Nothopegia heyneana (Hook.f.) Gamble
- Nothopegia monadelpha (Roxb.) Forman
- Nothopegia sivagiriana Murugan & Manickam
- Nothopegia travancorica Bedd. ex Hook.f.
- Nothopegia vajravelui K.Ravik. & V.Lakshm.

... · 
Anacardium · 
Bouea · 
Buchanania · 
Cotinus · 
Mangifera · 
Pistacia (Pistache) · 
Protorhus · 
Rhus · 
Schinus · 
Sclerocarya · 
Sorindeia · 
Spondias · 
Toxicodendron · 
...